# Lilienthal (Duitsland)
Lilienthal is een gemeente in de Duitse deelstaat Nedersaksen, gelegen in het Landkreis Osterholz. 
De gemeente heeft 19.859 inwoners.

## Geschiedenis
De gemeente dankt haar naam (en haar gemeentewapen) aan een in 1232 gesticht nonnenklooster van de cisterciënzers, Onze Lieve Vrouwe in het Dal der Lelies of Leliëndaal. Dit klooster, dat in de late middeleeuwen zeer rijk was werd bij de Reformatie in 1552 een luthers sticht. In 1630 werd het opgeheven; de kloosterkerk werd een evangelisch-lutherse dorpskerk.  Van de 9e tot en met de 11e eeuw werden hier op kleine terpen boerengehuchten gesticht, waaronder Trupe, Feldhausen en Wallerbroke (het latere Sankt Jürgen).

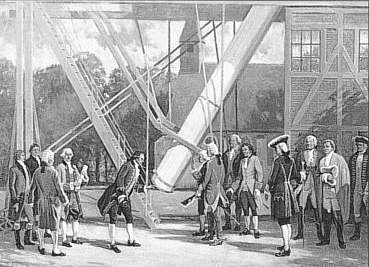
De sterrenwacht van Lilienthal omstreeks 1800

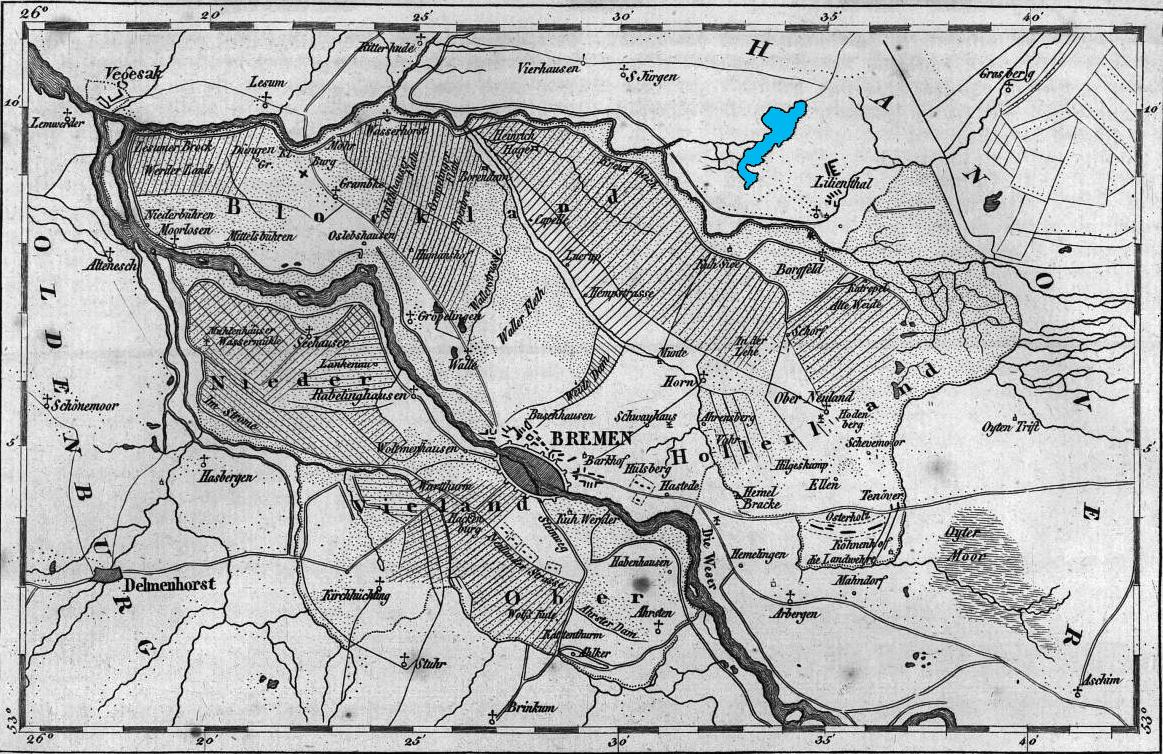
Kaart van de streek uit 1837

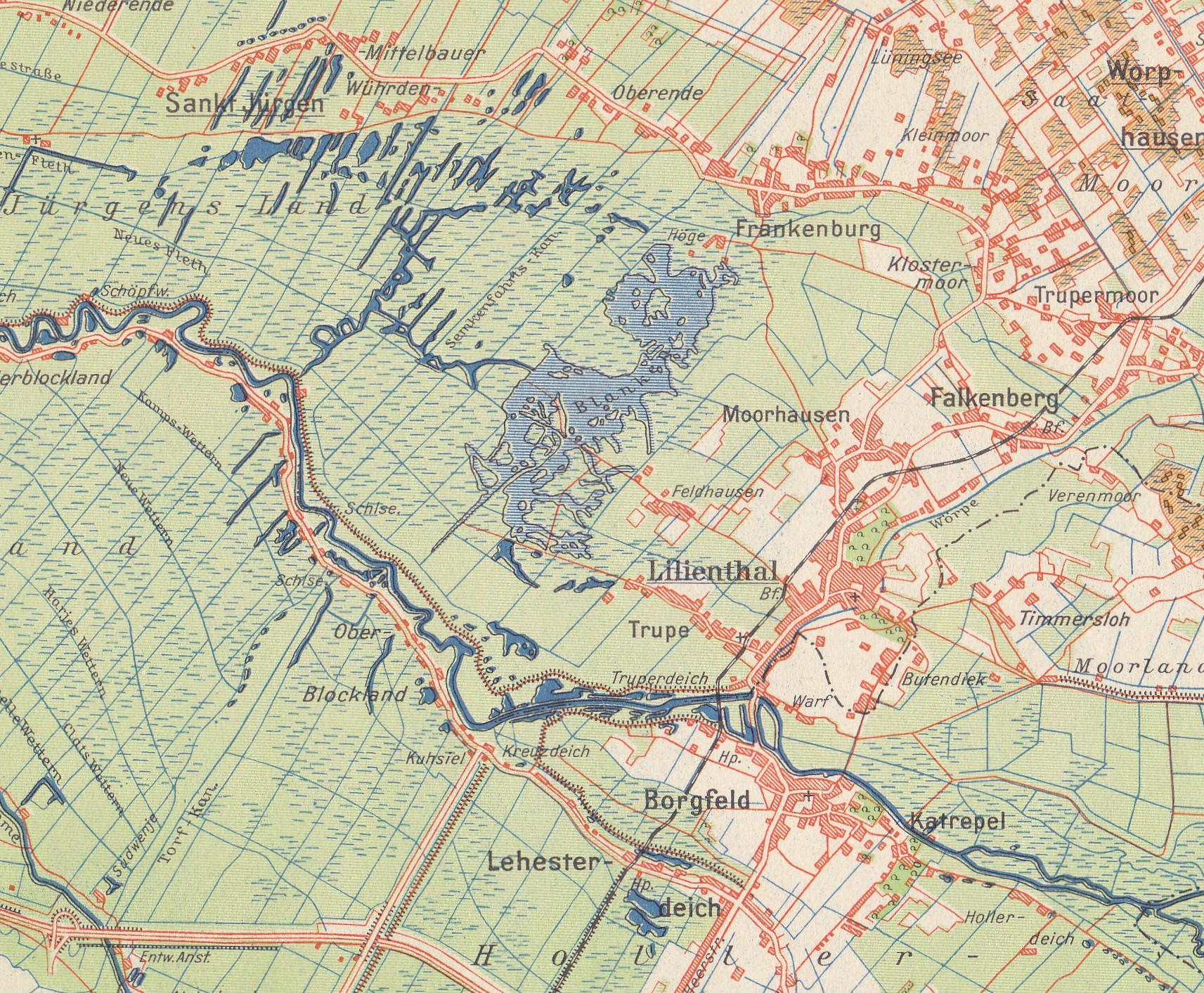
Kaart van Lilienthal en omgeving omstreeks 1945

Het landschap en de structuur van de nederzettingen in dit gebied doet sterk denken aan dat in delen van de Nederlandse provincies Zuid-Holland en Utrecht. In de 11e t/m de 13e eeuw werd het moerasland langs de rivieren door vaak Hollandse kolonisten ontgonnen; zie ook: Grote Ontginning. Daarbij ontstond zogenaamd Hollerland, langgerekte smalle percelen boerenland (zie: Cope (perceel)), met sloten ertussen, en vooraan elk perceel, aan een dijk, een boerderij.
In 1648, na de Dertigjarige Oorlog, kwam het gebied aan het Hertogdom Bremen-Verden en dus aan Zweden. Vanaf 1655 volgde onder het bestuur van landgravin Eleonore von Hessen-Eschwege een bescheiden bloeiperiode, die tot haar dood in 1692 duurde. Na een kort Deens intermezzo kwam Lilienthal vanaf 1719 aan het Keurvorstendom Brunswijk-Lüneburg.  In de tweede helft van de 18e eeuw werden (o.a. vanaf 1751 in opdracht van de keurvorst door Jürgen Christian Findorff) in de venen van het naburige Königsmoor de eerste veenkolonies gesticht, waaronder Worphausen, Moorende en Seebergen.
Lilienthal heeft een rol gespeeld in de 18e-eeuwse ontwikkeling van de astronomie. In 1782 werd Johann Hieronymus Schröter, die deze tak van wetenschap beoefende, tot Oberamtmann te Lilienthal benoemd. Dat betekende, dat hij er een lokale bestuursfunctie vervulde. In de jaren 1784 - 1794 bouwde hij bij zijn ambtswoning een telescoop. In 1800 stichtte Schröter, samen met zijn Hongaarse collega Franz Xaver von Zach, te Lilienthal de Astronomische Gesellschaft. Onder de naam Himmelspolizey ging deze groep, tot welke onder anderen ook Karl Ludwig Harding, Heinrich Wilhelm Olbers en Friedrich Bessel  behoorden, op zoek naar de locatie van een vermeende planeet tussen Mars en Jupiter, en ontdekte enige planetoïden. Intussen had Schröter wegens financiële problemen de sterrenwacht in 1799 moeten verkopen, en wel aan de Engelse koning George III, die ook keurvorst van dit gebied was. Vanaf 1806 ging het slecht met de sterrenwacht. Lilienthal was onder de heerschappij van het Frankrijk van Napoleon, een vijand van Engeland, geraakt. In 1810 werd Schröter met vervroegd pensioen gestuurd. 
In het voorjaar van 1813, aan het begin van de Duitse bevrijdingsoorlog tegen de troepen van Napoleon, waren er diverse opstanden tegen de Franse bezetter uitgebroken. De Fransen wisten enkele van die opstanden aanvankelijk neer te slaan, en daarbij werd, vermoedelijk als represaillemaatregel, Lilienthal -met een gedeelte van de sterrenwacht- in april 1813 door de Fransen geheel platgebrand.
Na de val van Napoleon kwam Lilienthal aan het Koninkrijk Hannover (tot 1866), vervolgens aan Pruisen (tot 1871) en vervolgens aan het Duitse Keizerrijk (tot 1918).
Wegens de ligging van de gemeente, slechts weinig boven zeeniveau, en aan tot plm. 1970 slechts matig bedijkte rivieren, hebben overstromingen in de loop der eeuwen (o.a. in 1880, 1881 en 1962) vaak overlast en soms ook erger veroorzaakt.
De Tweede Wereldoorlog bezorgde Lilienthal slechts beperkte oorlogsschade. Wel moest de gemeente door bombardementen op het naburige Bremen dakloos geworden mensen huisvesten. Op 1 mei 1945 werd het door de Geallieerde troepen bezet. Daarna groeide de plaats sterk, aanvankelijk  door instroom van Heimatvertriebene, Duitsers uit in 1945 aan o.a.  Polen en Tsjechië afgestane gebieden, en vanaf circa 1970 van pendelaars, die in Lilienthal gingen wonen en een werkkring in Bremen hadden.
Sedert 1960 heeft Lilienthal een middelgroot ziekenhuis. In 1974 vond een gemeentelijke herindeling plaats. De tot dan toe zelfstandige gemeentes  St. Jürgen, Worphausen, Heidberg en Seebergen  werden aan de gemeente Lilienthal toegevoegd.

## Delen van de gemeente

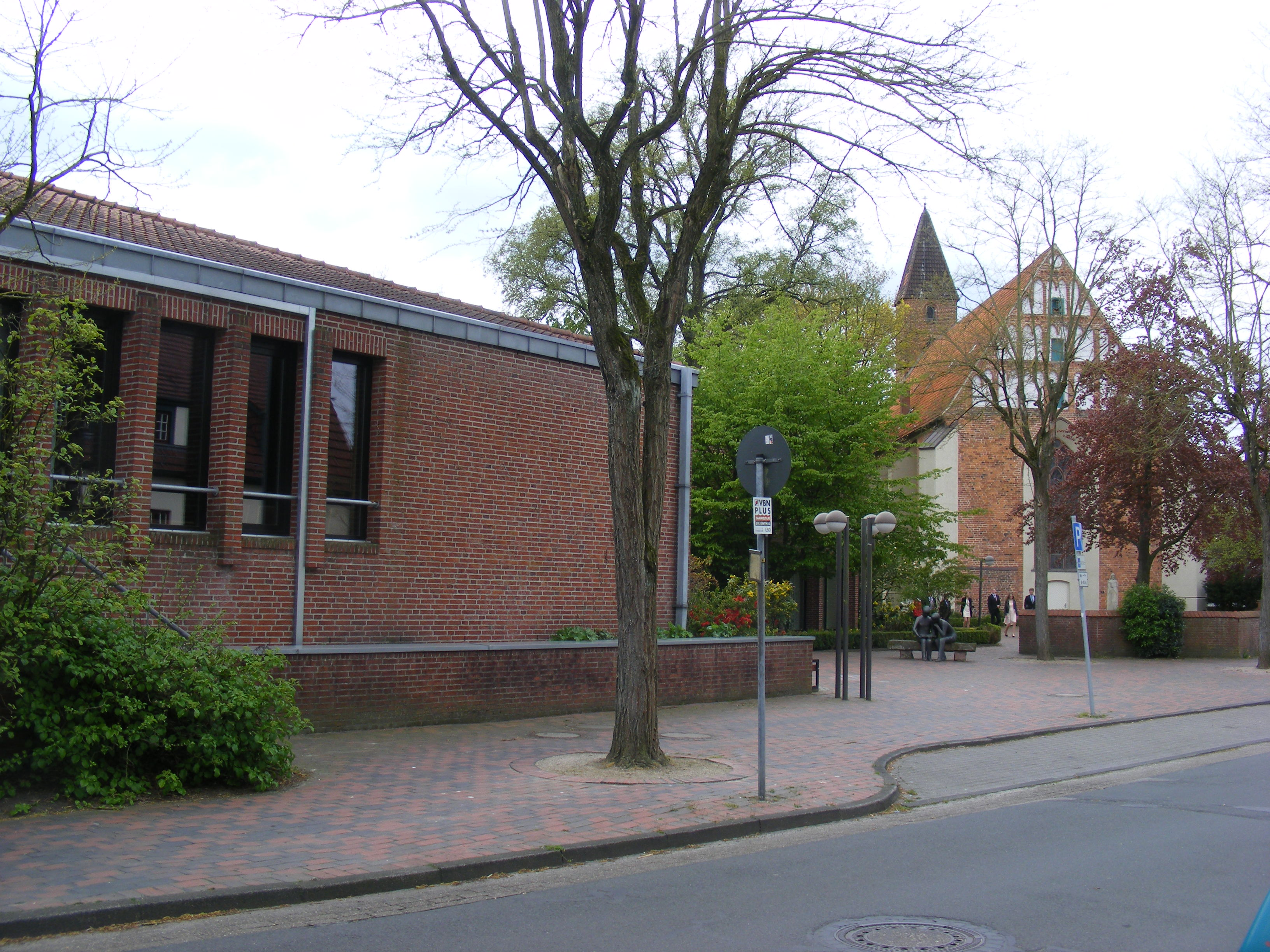
Centrum van Lilienthal; links een gedeelte van het gemeentehuis

Tussen haakjes het aantal inwoners per 10 januari 2012.
- Lilienthal (13.005) met o.a. de wijken:
  - Butendiek, ten zuiden van het centrum
  - Trupe, direct ten westen van het centrum
  - Trupermoor, enkele km ten noordoosten van het centrum
- Worphausen (2.334), 5 km ten noorden van Lilienthal-centrum, inclusief:
  - Moorende
  - Westerwede (vlakbij Worpswede)
- Sankt Jürgen (1.592), 8 km ten westen van Lilienthal-centrum
- Seebergen (838), 5 km ten oosten van Lilienthal-centrum
- Heidberg (309), 3 km ten zuidoosten van Seebergen

## Geografie
De gemeente ligt voor het grootste deel in een rivierpoldergebied aan de Wümme. Bij Lilienthal stroomt een klein riviertje, de Wörpe, van rechts daarin uit. Ten noordoosten van Lilienthal ligt het veengebied  Teufelsmoor.

### Stadsplattegrond
- Digitale gemeenteplattegrond van Lilienthal

### Naburige gemeentes
Naburige plaatsen zijn: 
- in het zuiden: Bremen, stadsdelen Borgfeld en, verder westelijk, Blockland.
- in het oosten: Grasberg
- in het zuidoosten: Ottersberg
- in het noorden: Osterholz-Scharmbeck en het om zijn kunstenaarskolonie bekende Worpswede
- in het westen: Ritterhude.

### Infrastructuur

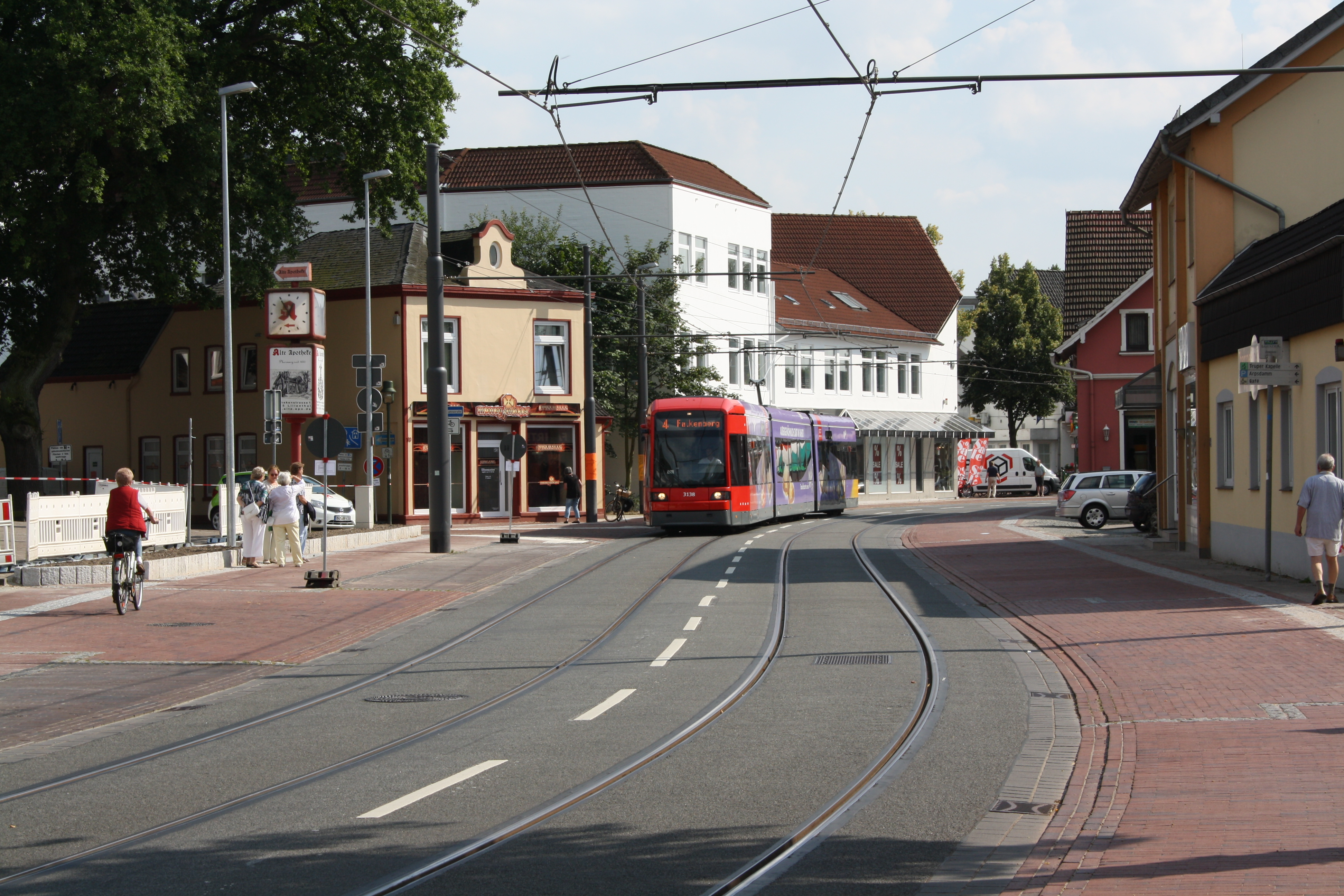
De Bremer tramlijn 4 op de eerste dag dat deze door Lilienthal reed, in 2014

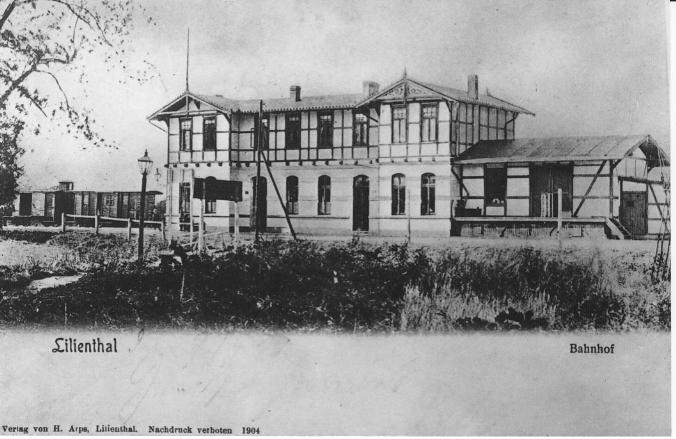
Station Lilienthal (1904)

Lilienthal heeft, sinds het in 1900 geopende spoorlijntje Bremen - Tarmstedt in 1956 weer gesloten werd, geen spoorwegstation meer, maar lijn 4 van de Bremer Straßenbahn heeft er sedert 2014 diverse haltes, zodat er een goede verbinding met die stad bestaat. Daarnaast rijden enkele streekbusdiensten (in 2023: van Bremen naar Zeven, lijn 630,  respectievelijk Worpswede v.v., lijn 670), en enkele, weinig frequent rijdende, schoolbuslijnen, ook naar de gemeente.
De dichtstbijzijnde afrit van een autosnelweg is aan de Autobahn A27, afrit 19 Bremen/Horn-Lehe. Van hier is het 6 km noordwaarts rijden naar Lilienthal.

## Economie
Aan de noordkant van Lilienthal is een bedrijventerrein aanwezig, waar vooral midden- en kleinbedrijf van regionale of plaatselijke betekenis is gevestigd.  Opvallende ondernemingen in de gemeente zijn:
- een geologisch researchbureau, dat een dochteronderneming is van het Nederlandse concern Fugro
- een kleine, reeds in de 19e eeuw opgerichte, ten westen van Lilienthal gevestigde fabriek van ovens en kachels voor in fabriekspanden (Nabertherm)
- een windmolenpark met 5 grote windturbines, dat eigendom is van IKEA.

Lilienthal is in hoge mate te beschouwen als een voorstad van Bremen. Er wonen dus veel mensen, die in die stad een werkkring hebben of studeren (woonforensen).

## Bezienswaardigheden
- De kloosterkerk in het centrum van Lilienthal zelf
- Klein moderne-kunstmuseum annex galerie in Murkens Hof in het centrum van Lilienthal; dit gebouw fungeert tevens als algemeen cultureel centrum, met ook een openbare bibliotheek, bioscoop, restaurant, klein vergadercentrum enz.
- Het plaatselijke streekmuseum wordt door een charitatieve vereniging geëxploiteerd, zie onderstaande link. In een voormalige school heeft het een dependance, de Historische Schoolklas.
- Het historische St-Jürgenskerkje, op een terp ten westen van het dorp van die naam is kunsthistorisch van belang en heeft een rijke geschiedenis, die tot 865 teruggaat. Zie voor een uitvoerige beschrijving onderstaande link naar het Duitstalige Wikipedia-artikel over dit kerkje.
- Het Mariakerkje van Trupe bezit een oude, waardevolle kerkklok, die gemaakt is door Johannes Breer, een navolger van Geert van Wou.
- In Worphausen staat in een oude vakwerkboerderij, die tot 1993 in Magelsen bij Hoya stond, het  door de vereniging Oll´n Handwarkers ut Worphusen un annere Dörper e.V. geëxploiteerde Handwerkers-Museum met een collectie historische gereedschappen, werktuigen e.d. van diverse ambachten. Geopend op de dagen, wanneer op het plein ertegenover markt wordt gehouden.
- In Trupe staat het kleine Niedersächsische Kutschenmuseum (koetsenmuseum). Voor gegevens over openingsvoorwaarden en -tijden wordt naar onderstaande link verwezen.
- Natuurreservaat (wetland- en moerasbosgebied in de polder) Truper Blänken; zeer beperkt toegankelijk;  hier komen o.a. de vogel paapje, verscheidene beschermde soorten sprinkhanen en de visotter voor.
- Enkele lange-afstandsfietsroutes in o.a. het Wümmedal doen de gemeente Lilienthal aan.

## Partnergemeentes
Lilienthal onderhoudt sinds 1971 een stedenband met het Nederlandse Stadskanaal. Een soortgelijke stedenband met Emerainville in Frankrijk werd in 2011 beëindigd.

## Bekende inwoners van Lilienthal

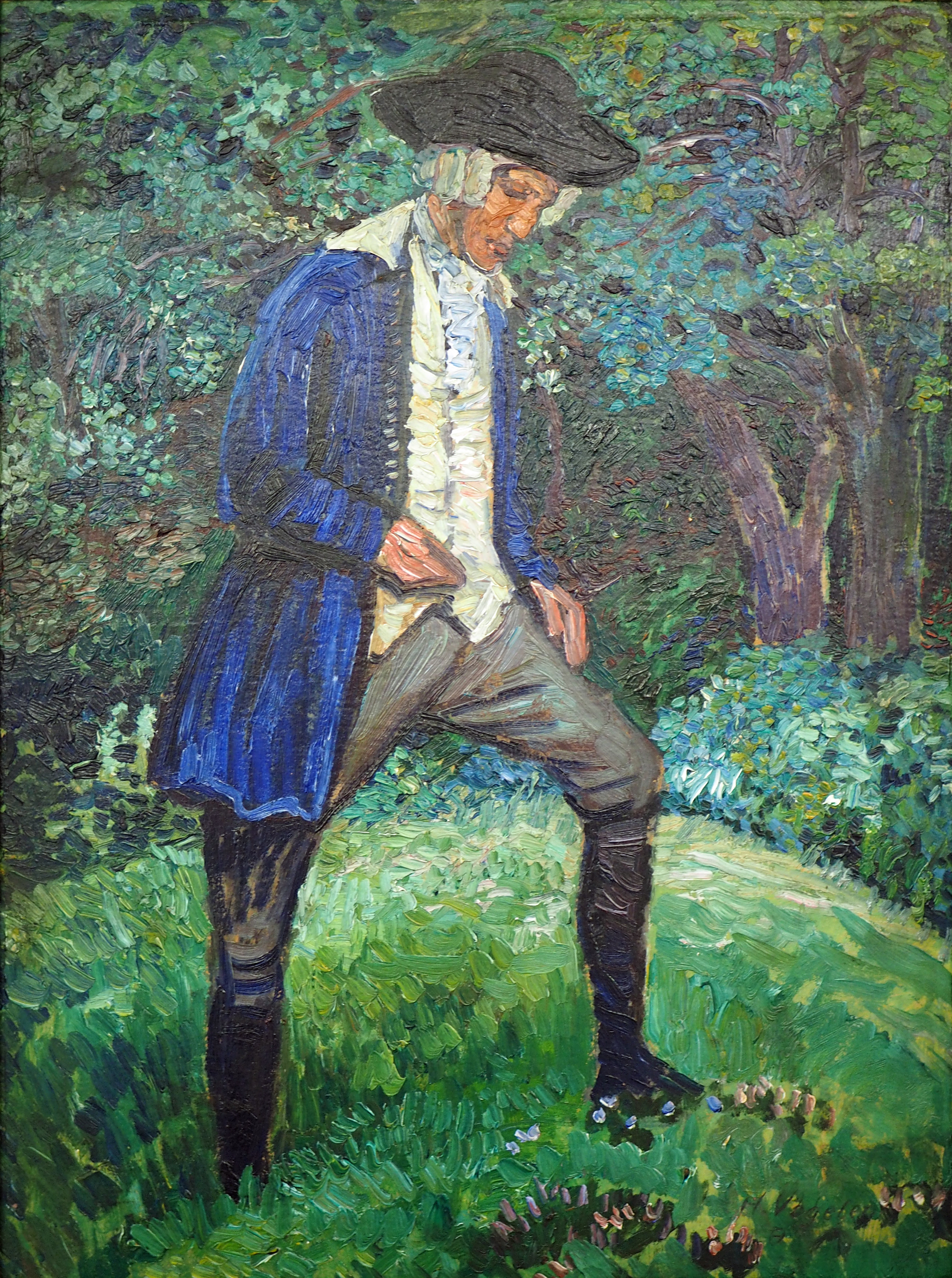
De geliefde Moorkommissar J. C. Findorff, schilderij door Heinrich Vogeler uit Worpswede

### Geboren
- Josephine Meckseper (1964), multidisciplinair beeldend kunstenares, woonachtig en werkzaam te New York
- Coldmirror (artiestennaam van Cathrin Fricke) - (1984), webproducer

### Overleden (elders geboren)
- Johann Hieronymus Schröter (1745-1816), astronoom
- Jürgen von Alten (1903-1994), filmacteur, -producer en -regisseur in nazi-Duitsland, berucht om een door hem geregisseerde, in 1937 uitgekomen antisemitische propagandafilm Togger (die nog steeds alleen vertoond mag worden in beperkte kring, en voor wetenschappelijk onderzoek naar het antisemitisme ten tijde van Adolf Hitler)
- Ilse Hess (1900-1995), de echtgenote van nazi-topfiguur Rudolf Hess. Over haar wordt bericht, dat zij ook na de Tweede Wereldoorlog altijd een aanhangster van het nationaalsocialisme is gebleven.
- Hilde Seipp (1909-1999), in nazi-Duitsland succesvol filmactrice, speelde in bovengenoemde nazi-propagandafilm, echtgenote van Jürgen von Alten

### Woonachtig (geweest)
- Jürgen Christian Findorff (Lauenburg/Elbe, 1720-1792, Bremervörde), bestuursambtenaar die in de streek rond het Teufelsmoor veel venen liet ontginnen; hij geldt ook als de stichter van enige dorpen in de huidige gemeenten Lilienthal en Worpswede
- Diverse kunstenaars, vooral landschapsschilders, die in de eerste helft van de 20e eeuw werkten in de naburige kunstenaarskolonie Worpswede, hebben in de gemeente Lilienthal gewoond.

## Afbeeldingen

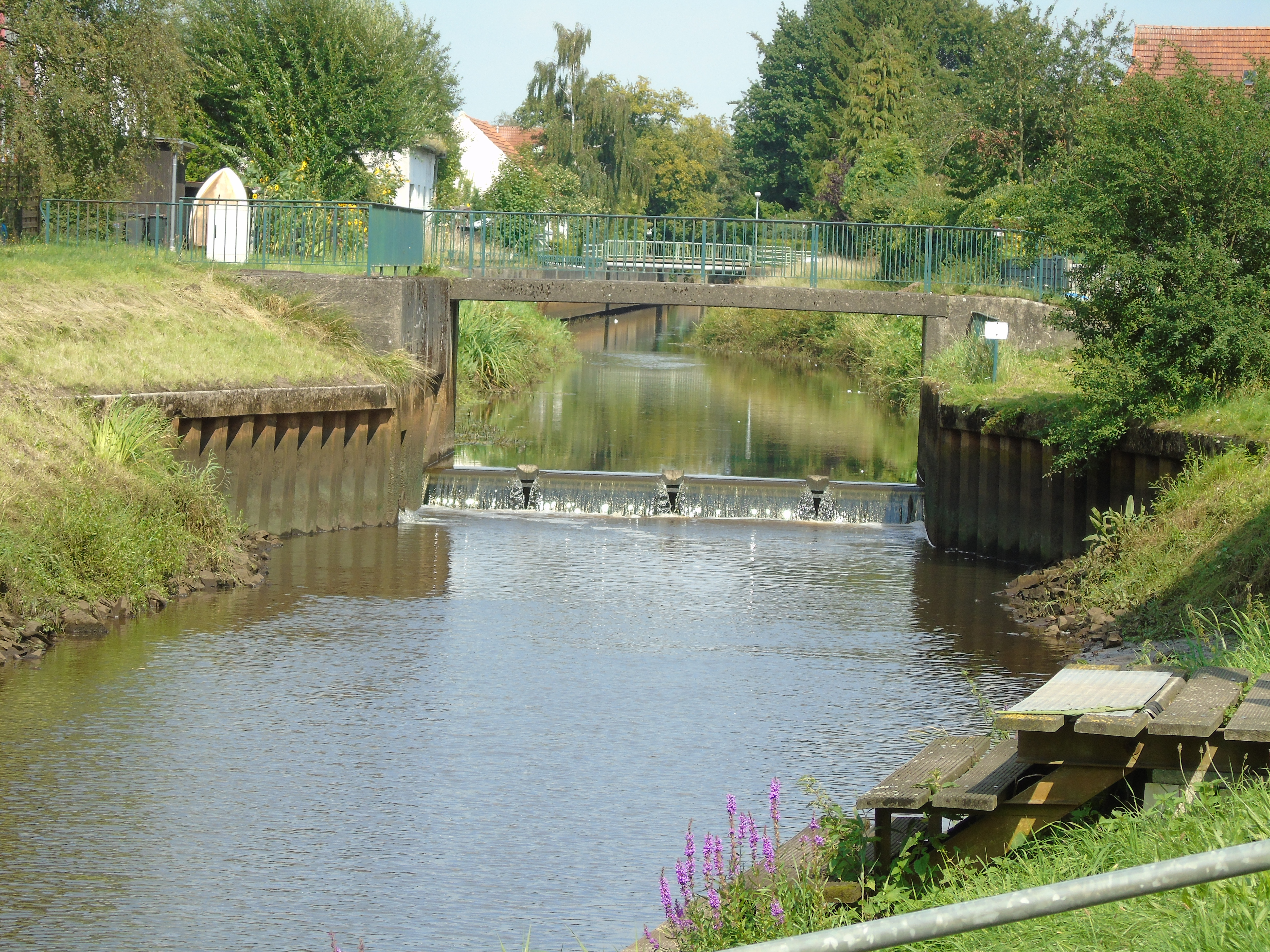
Bruggetje te Lilienthal over de Wörpe
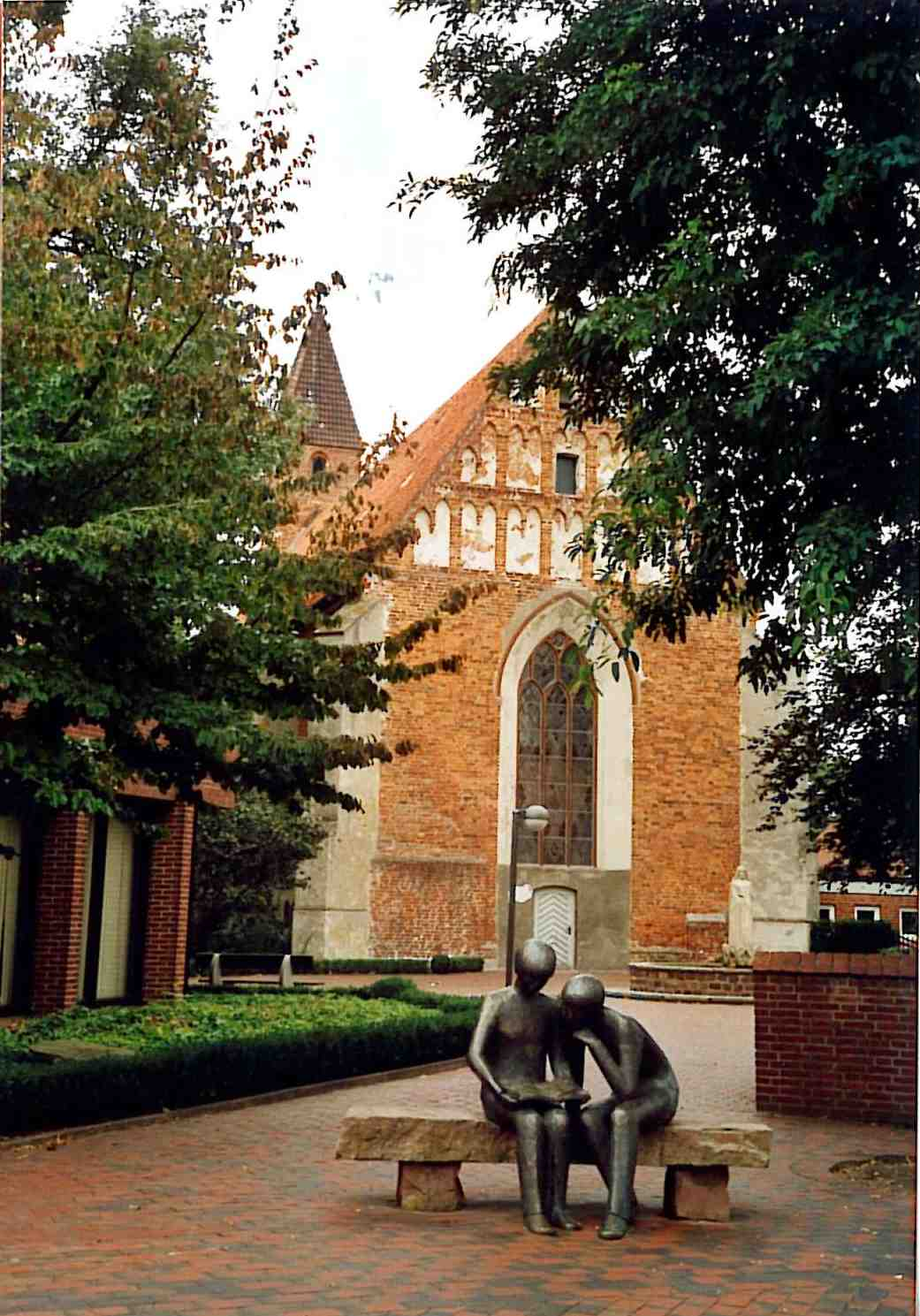
Voorzijde kloosterkerk met sculptuur Jan und Lili
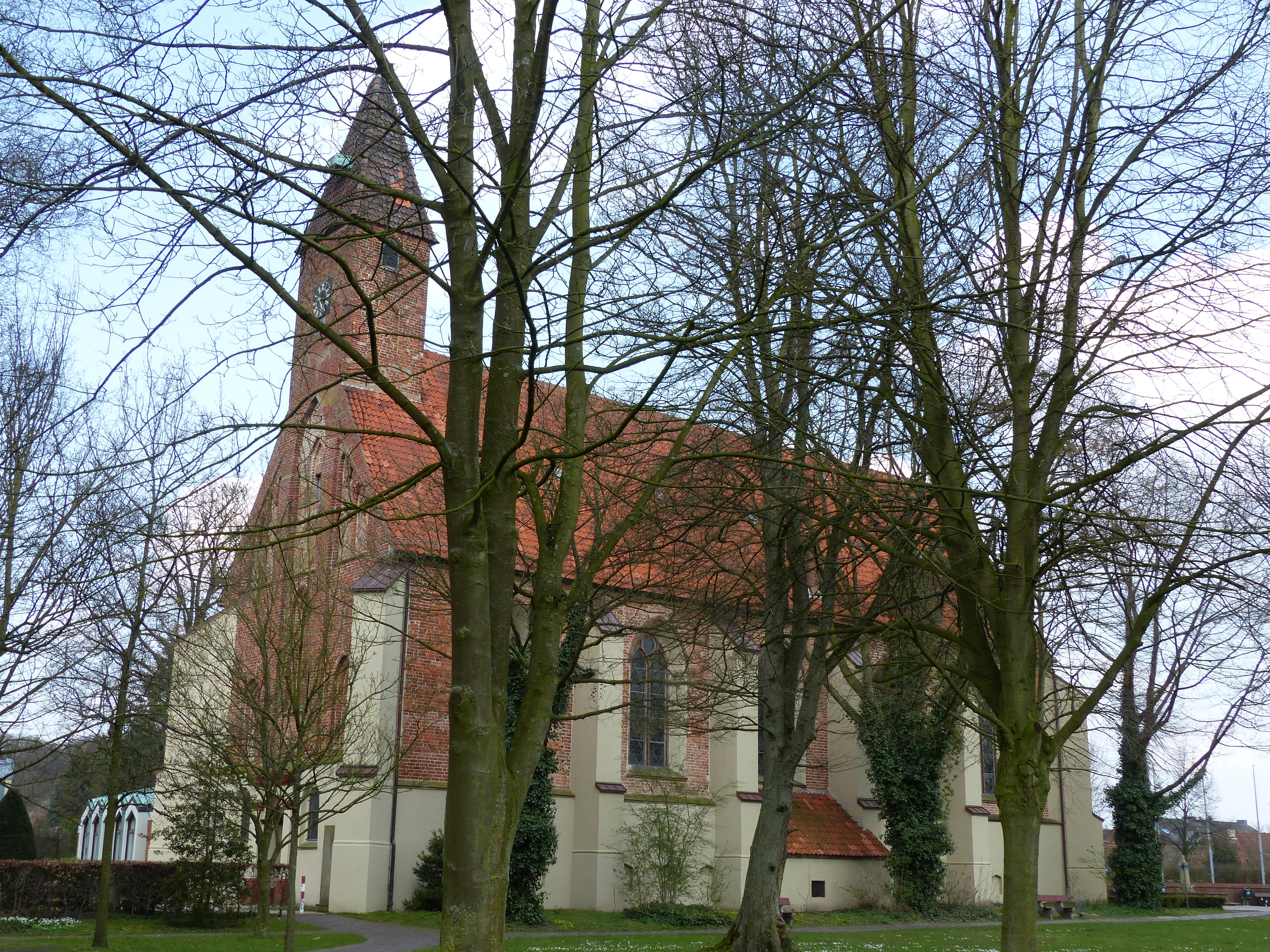
Kloosterkerk van Lilienthal
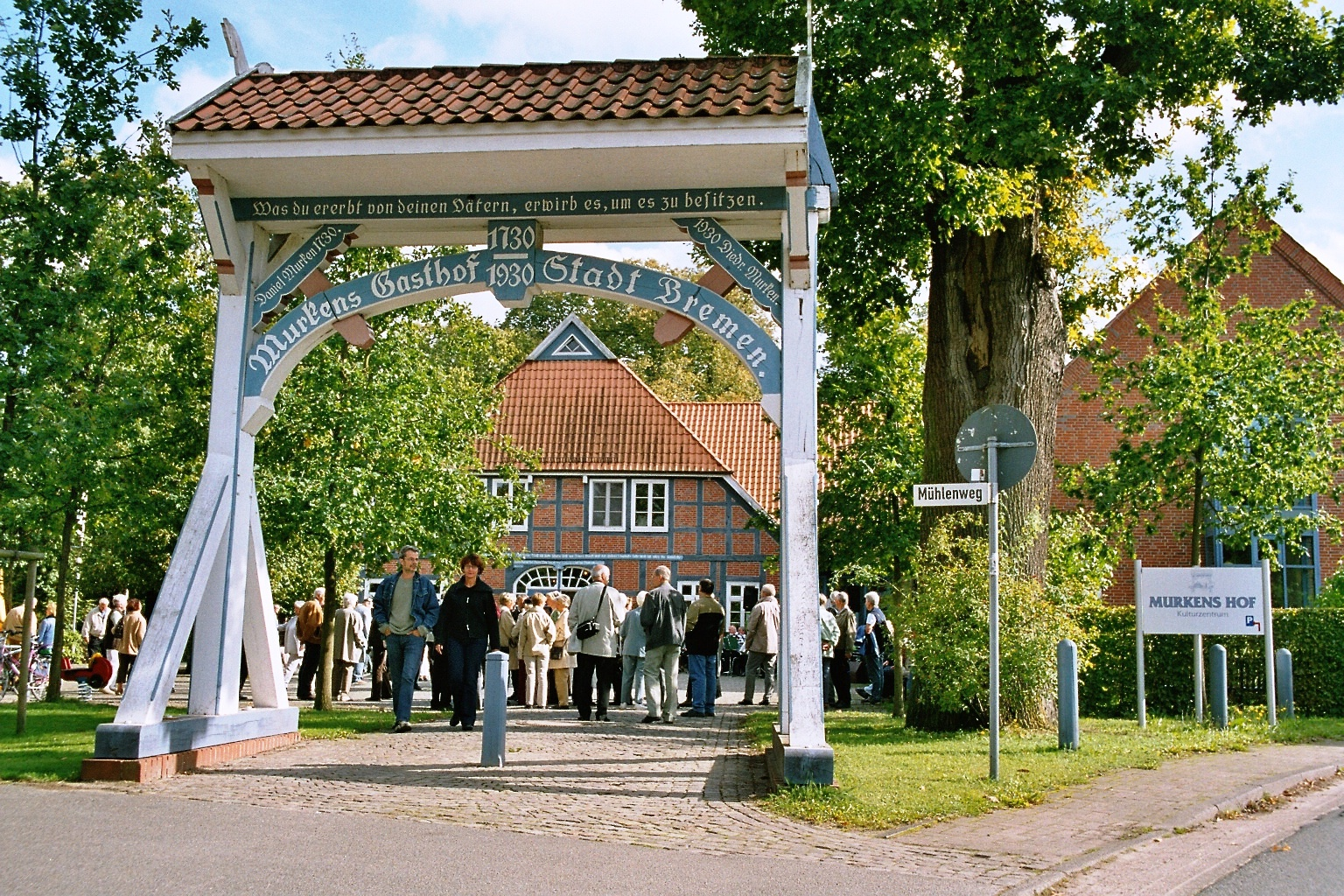
Ingang Murkens Hof
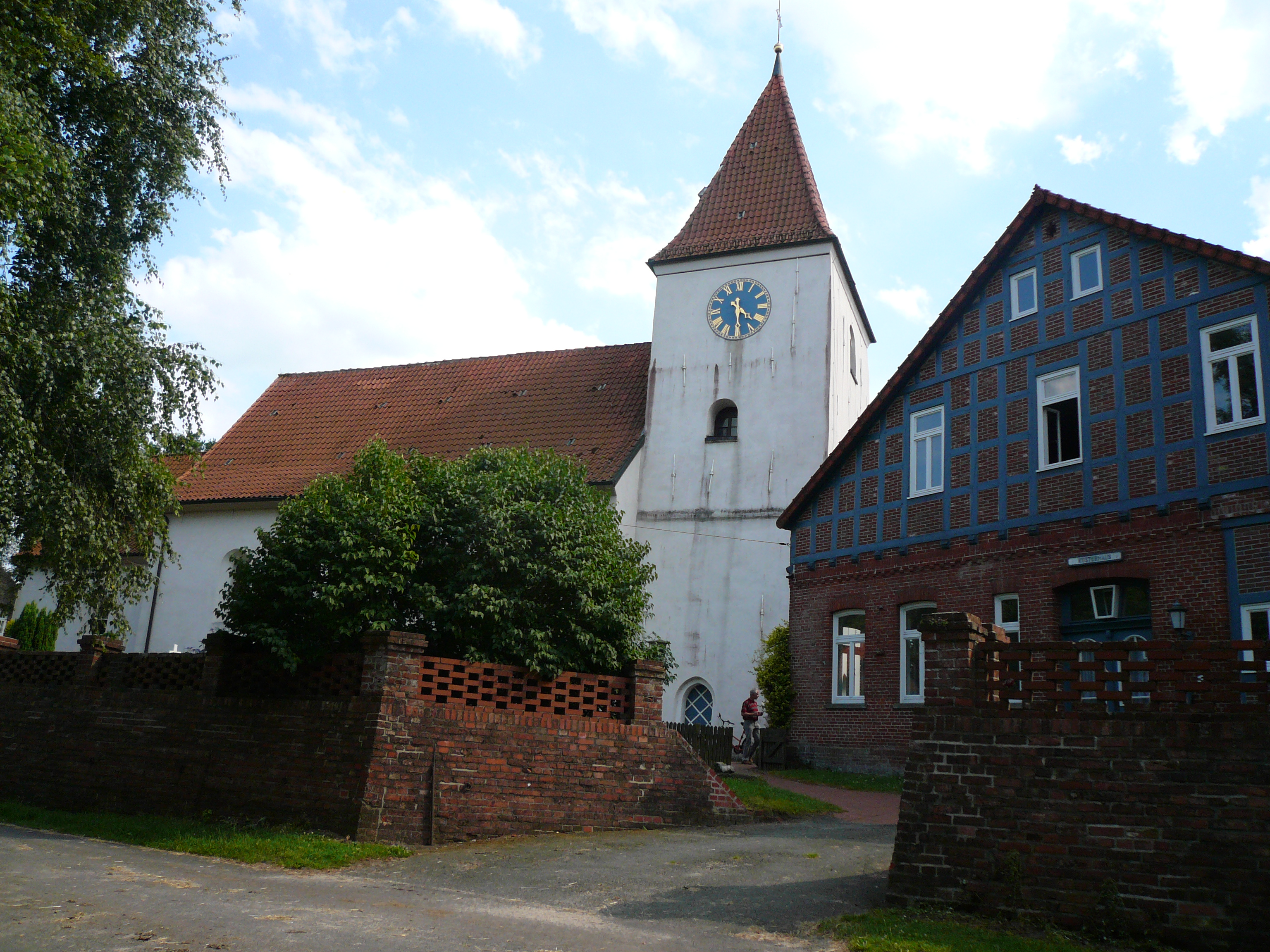
De Sint-Jürgenskerk met daarnaast het kostershuis
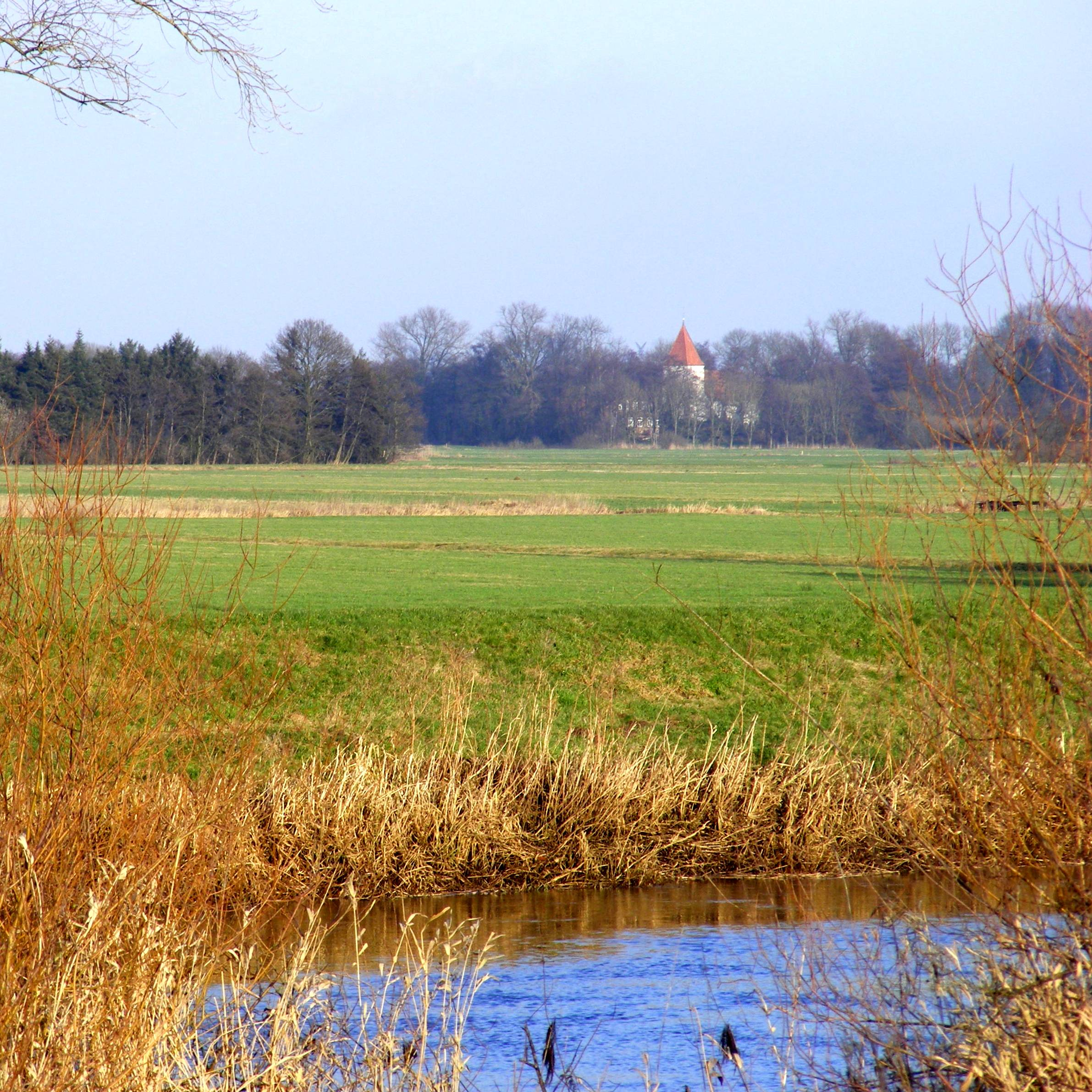
Gezicht op dit kerkje vanaf de dijk van de Wümme vanuit de richting Bremen
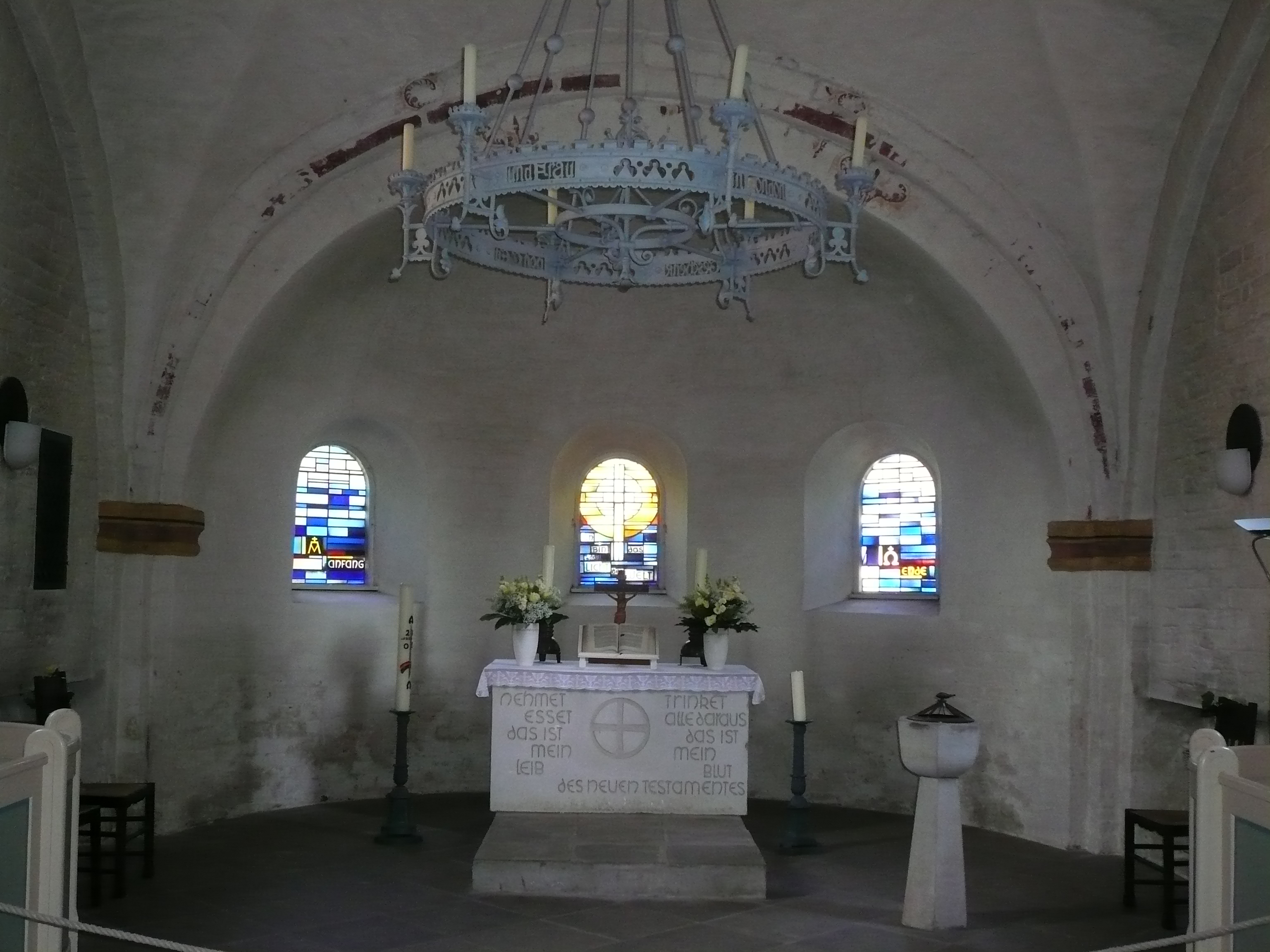
Interieur van deze kerk
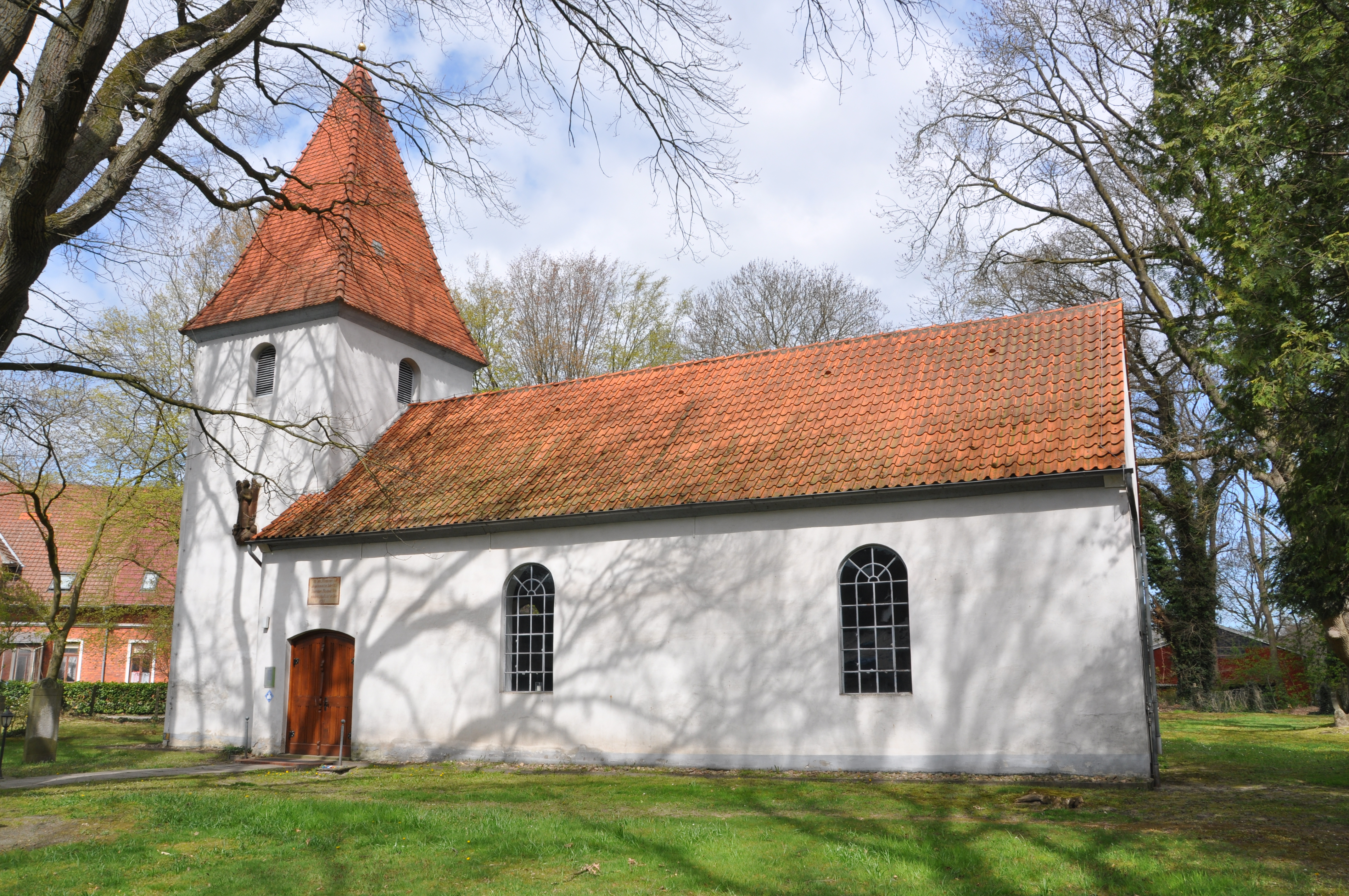
Evang.-lutherse Mariakapel (1283) te Trupe
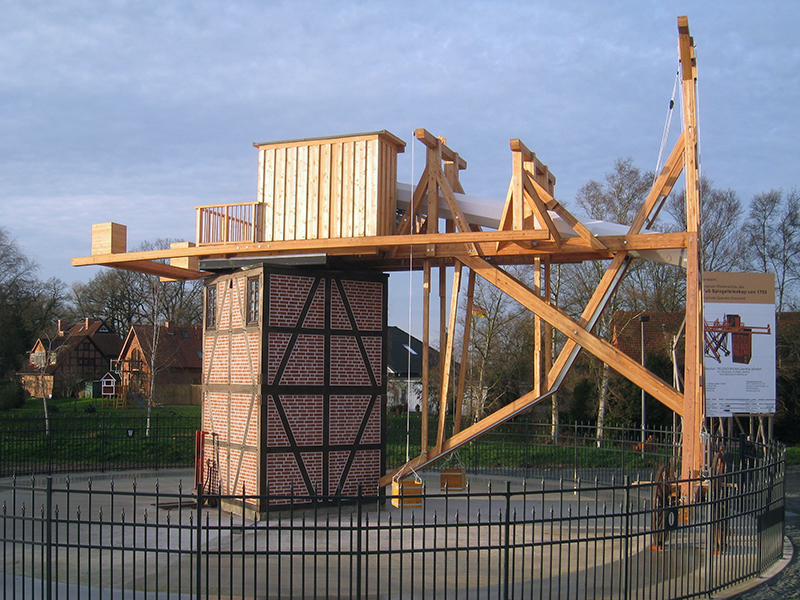
Reconstructie (2015) van Schröters 18e-eeuwse telescoop, op de grens van Lilienthal en Bremen